# Башмаково (Факельское сельское поселение)
Башмаково — выселок в Игринском районе Удмуртии. В административном плане населённый пункт относится к Факельскому сельскому поселению.

## География
Выселок находится в 25 км от Факела.

## История
Поселок являлся лесным и возник в 40 - 50 -х годах на узкоколейке Меньиловского ЛПХ и был сравнительно крупным и единственным

## Население
| 2010 | 2012 |
| ---- | ---- |
| 49   | ↘48  |